# Siegfried Zoglmann

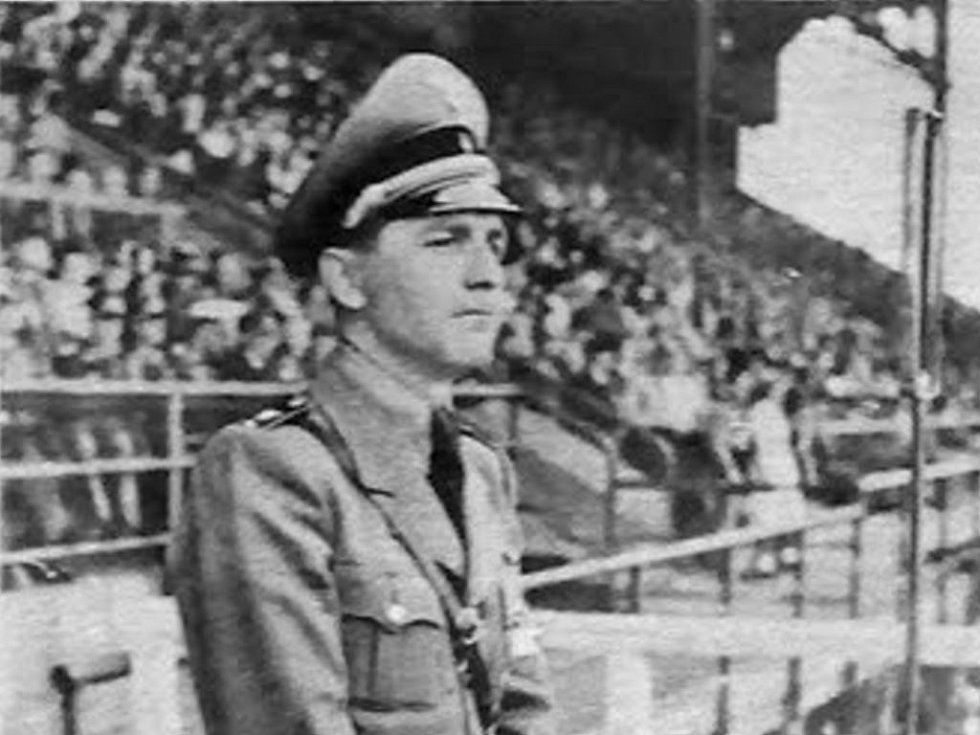
Zoglmann im Jahr 1941 bei einer Sportveranstaltung der Hitlerjugend in Mährisch Ostrau.

Siegfried Zoglmann (* 17. August 1913 in Neumark, Bezirk Taus, Böhmen; † 20. Oktober 2007 in Bonn-Bad Godesberg) war ein deutscher Politiker und sudetendeutscher Vertriebenenfunktionär. Während des Zweiten Weltkriegs war er Gebietsführer der Hitlerjugend in Böhmen und Mähren und Obersturmführer der Waffen-SS. In der Bundesrepublik stieg er in der nordrhein-westfälischen FDP auf, war von 1954 bis 1958 Mitglied des Landtages von NRW sowie von 1957 bis 1976 Mitglied des Bundestages.
Als entschiedener Gegner der sozialliberalen Koalition und insbesondere ihrer Ostpolitik gehörte er 1970 zu den rechten FDP-Mitgliedern, die ihre Partei verließen. Anschließend war er Vorsitzender der erfolglosen Nationalliberalen Aktion bzw. ab 1971 der Deutschen Union, bevor er sich 1974 der CSU anschloss. Daneben war Zoglmann Mitglied im Witikobund und im Sudetendeutschen Rat sowie von 1976 bis 1988 Landesobmann der Sudetendeutschen Landsmannschaft in Bayern.

## Leben und Beruf
Zoglmann, Sohn eines Landwirts, war seit November 1928 in der sudetendeutschen Jugendbewegung tätig, ab 1931 wurde er Sekretär des Jugendverbandes des sudetendeutschen Ablegers der NSDAP, der DNSAP. Er besuchte bis März 1931 die deutsche Gewerbeschule in Pilsen und durchlief anschließend eine Ausbildung zum Schriftleiter.
Weil er an einer SA-Übung in Deutschland teilgenommen hatte, was für Bürger der Tschechoslowakei illegal war, wurde er 1933 in Mährisch-Ostrau zu mehreren Monaten Haft verurteilt. Nach Verbüßung der Strafe und dem Verbot der DNSAP im Oktober 1933 wurde erneut Haftbefehl wegen Landesverrats gegen ihn erlassen, dem er sich durch Flucht ins Deutsche Reich entzog.
Dort war er ab 1934 zunächst als Journalist in Köln tätig. 1935 wechselte er nach Berlin, wo er in der Zentrale der Reichsjugendführung (RJF) der NSDAP in der Abteilung Presse/Propaganda als Referent und bis August 1937 als Leiter der Hauptabteilung Auslandspresse tätig war. 1939 war er Länderreferent für Polen, die Tschechoslowakei und Ungarn im Auslandsamt der RJF.
Er agierte zudem als Hauptschriftleiter der HJ-Zeitschrift Der Pimpf und des Pressedienstes Ostraum. Außerdem war er Redakteur des Berliner Tageblatts.
1939 wurde er Chef der Berliner Schriftleitung der Reichszeitung der Hitler-Jugend Die HJ.
Nach der „Zerschlagung der Rest-Tschechei“ wurde er 1939 Abteilungsleiter beim Reichsprotektor in Böhmen und Mähren in Prag. Außerdem agierte er als Gebietsinspekteur der RJF für Gebiete Schlesien, Sudetenland und das Protektorat Böhmen-Mähren, ehe man ihn – seit Januar 1940 im Range eines Hauptbannführer stehend – zum Leiter der Befehlsstelle Böhmen und Mähren der RJF in Prag ernannte.
In den Monaten nach dem Münchner Abkommen vom 30. September 1938 gehörte er als jüngstes Mitglied der internationalen Kommission an, die den endgültigen Verlauf der deutsch-tschechoslowakischen Grenze festzulegen hatte.
Seine militärische Grundausbildung erhielt er von Juni bis September 1939 in einer Propaganda-Kompanie der Wehrmacht in Potsdam. Im 2. Weltkrieg war Zoglmann 1940 Angehöriger einer Kriegsberichterstatterkompanie. 1943 meldete er sich freiwillig zum Einsatz bei der Waffen-SS und war in einer Sturmgeschützabteilung der Leibstandarte SS Adolf Hitler als Soldat an der Ostfront eingesetzt. Später wurde er Soldat in Italien („Bandenbekämpfung in Istrien“), Frankreich und Ungarn. und war zuletzt Kompanieführer im Range eines SS-Obersturmführers, wozu er im Juni 1943 befördert worden war.
Nachdem er von November 1943 bis Januar 1944 an der Ostfront im Einsatz war, durchlief er von Januar bis Juni 1944 die SS- und Waffenjunkerschule „Braunschweig“ in Posen. Zoglmann erhielt das Goldene HJ-Ehrenzeichen, das Εiserne Kreuz EK II, sowie das Panzerkampfabzeichen in Silber.
In Österreich entstand bei Kriegsende, gespeist durch den Zulauf von NS-Funktionären in die Alpenfestung und die schwach einsetzenden Werwolfaktivitäten, ein nationalsozialistischer Untergrund. Hier war auch Zoglmann involviert. Anfangs auf eine Fortsetzung des Dritten Reichs bzw. die Errichtung eines Vierten Reichs ausgerichtet, sahen die Aktivisten bald ein, dass sie damit erfolglos bleiben würden. Ihre Tätigkeit wurde teilweise von westlichen Geheimdiensten gedeckt, die die früheren Nazis im beginnenden Kalten Krieg in ihre antikommunistischen Aktivitäten einspannten. Zoglmann arbeitete zunächst für den Amerikanischen Militärgeheimdienst CIC in Österreich. Während dieser Zeit zählte er zum Umfeld der Soucek-Rössner-Gruppe, in der auch Amon Göth (nicht zu verwechseln mit dem KZ-Kommandanten gleichen Namens) aktiv war. Nach der Festnahme Göths flüchtete Zoglmann nach Deutschland, weil er in Österreich steckbrieflich gesucht wurde. Das war der Organisation Gehlen bekannt, deren Mitarbeiter Zoglmann nach seiner Flucht wurde. Als klar wurde, dass seine Mitarbeit dort nur von geringem Nutzen war, kündigte die Organisation im Februar 1949 die Zusammenarbeit mit ihm auf.
Zoglmann ließ sich danach als Heimatvertriebener in Nordrhein-Westfalen nieder. Er arbeitete als Chefredakteur der dem rechten FDP-Flügel nahestehenden Zeitungen Der Fortschritt, Die Deutsche Zukunft und Deutsche Allgemeine Zeitung. 1951 wurde er Geschäftsführer des Nordwestdeutschen Zeitungs- und Zeitschriftenverlages. 1961 gründete er die Agentur „interwerbung“.
Von 1973 bis 1975 versuchte er sich als Unternehmer im Lebensmittelhandel und betrieb drei Abholgroßmärkte der Marke Intra in Dortmund, Duisburg und Kaarst bei Düsseldorf. Er verlor jedoch im Wettbewerb mit dem Branchenführer Metro.
Siegfried Zoglmann wurde auf dem Burgfriedhof in Bad Godesberg beigesetzt.

## Parteimitgliedschaften
Zoglmann war ab 1928 Mitglied der Deutsche Nationalsozialistische Arbeiterpartei (DNSAP) in der Tschechoslowakei und ab 1934 der NSDAP.
Er wurde 1950 Mitglied der FDP in Nordrhein-Westfalen, im gleichen Jahr zum Landespressereferenten bestellt, 1951 in den Landesvorstand gewählt und schließlich stellvertretender Landesvorsitzender. Neben Ernst Achenbach war er der Verbindungsmann von Friedrich Middelhauve zum Naumann-Kreis von Nationalsozialisten, die die NRW-FDP bis zum Eingreifen der britischen Besatzungsmacht 1953 unterwanderten.
Zoglmann gehörte innerhalb der FDP zu den strikten Gegnern der sozialliberalen Koalition und vor allem auch der „Neuen Ostpolitik“. Am 17. Juni 1970 gründete er mit Dietrich Bahner und anderen Mitgliedern des Hohensyburger Kreises innerhalb der FDP die Nationalliberale Aktion (NLA), um den innerparteilichen Einfluss des rechten Parteiflügels zu stärken. Nachdem der Bundesparteitag der FDP vom 22. bis 24. Juni 1970 in Bonn jedoch die reformorientierte, sozialliberale Linie Walter Scheels bestätigt hatte (siehe Freiburger Thesen), konstituierte sich die NLA bundesweit. Zoglmann wurde ihr Vorsitzender und trat am 9. Oktober 1970 aus der FDP aus. Nach Überführung der NLA in die Deutsche Union 1971 war Zoglmann bis 1974 deren Vorsitzender. Als das Scheitern der DU als eigenständige Partei absehbar wurde, wechselte er im November 1974 zur CSU.

## Vertriebenenpolitik
Zoglmann war Mitbegründer der Sudetendeutschen Landsmannschaft (SL) sowie des völkisch-nationalen Witikobundes, dem hauptsächlich ehemalige NS-Funktionäre angehörten und der den am weitesten rechts stehenden Flügel der sudetendeutschen Vertriebenen vertrat. Ab 1959 gehörte er dem Sudetendeutschen Rat an. Von 1976 bis 1988 war Zoglmann Landesobmann der SL in Bayern.
Zoglmann beriet Bundeskanzler Helmut Kohl bei den Verhandlungen über den deutsch-tschechische Nachbarschaftsvertrag (1992) und über die Deutsch-Tschechische Erklärung (1997).

## Abgeordneter
Von 1954 bis 1958 war Zoglmann Landtagsabgeordneter in Nordrhein-Westfalen.
Dem Deutschen Bundestag gehörte Zoglmann von 1957 bis 1976 an. Von 1961 bis 1963 war er parlamentarischer Geschäftsführer der FDP-Bundestagsfraktion, anschließend bis 1968 stellvertretender Fraktionsvorsitzender. Im Bundestag beantragte er 1961 mit Reinhold Kreitmeyer, Walther Kühn und einer Gruppe weiterer FDP-Abgeordneter, das sogenannte 131er-Gesetz dahingehend zu ändern, dass auch ehemalige Führer und Unterführer der SS-Verfügungstruppe Versorgungsbezüge erhalten könnten, sofern sie „nur wehrmachtsgleiche[n] Dienst geleistet“ hätten.
Vom 22. Januar 1970 bis zum 10. Mai 1971 gehörte er der parlamentarischen Versammlung des Europarats als stellvertretendes Mitglied an.
Mit seinem Parteiaustritt verließ Zoglmann am 9. Oktober 1970 auch die FDP-Fraktion und wurde Gast der CDU/CSU-Fraktion. Wiewohl weiterhin in Nordrhein-Westfalen wohnend, wurde Zoglmann, der zu diesem Zeitpunkt parteilos war, 1972 auf der CSU-Landesliste erneut in den Bundestag gewählt. In der Legislaturperiode bis 1976 war er Vollmitglied der Unionsfraktion und der CSU-Landesgruppe.

## Als Autor
- (zusammen mit Hans Krebs:) Sudetendeutschland marschiert. Verlag für soziale Ethik und Kunstpflege Dr. Friedrich Osmer, Berlin 1938 (Referat)

## Auszeichnungen
- Goldenes Hitlerjugend-Ehrenzeichen[1]
- Eisernes Kreuz I. Klasse[1]
- 1973: Großes Bundesverdienstkreuz
- 1982: Bayerischer Verdienstorden
- 1983: Bayerische Staatsmedaille für soziale Verdienste[1]
- 1983: Ehrenbrief der Sudetendeutschen Landsmannschaft
- Großer Verdienstorden der Republik Ungarn